# Сахареж
Сахаре́ж — станция (тип населённого пункта) в Некрасовском районе Ярославской области. Входит в Якушевский сельский округ сельского поселения Бурмакино. Находится при одноимённой ж.-д. станции на линии Ярославль — Кострома, между Бурмакино и Нерехтой.
Расположен в небольшом лесном массиве в левобережье реки Нерехта на границе с Костромской областью, в 26 км к югу от посёлка Некрасовское, в 35 км к юго-востоку от Ярославля и в 8,5 км к западу от города Нерехта.

## Название
Топоним предположительно финно-угорского происхождения.

## Население
| 2007 | 2010 |
| ---- | ---- |
| 90   | ↘87  |

Основной работодатель — лечебно-оздоровительный комплекс РЖД.